# Onda de Mach

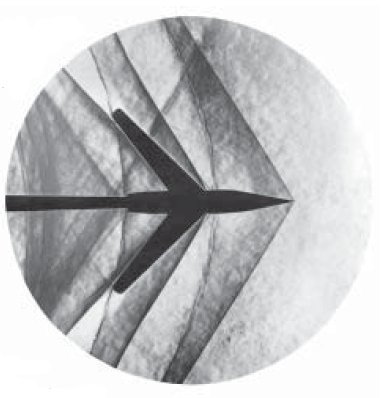
Fotografía Schlieren de un choque sujeto a un cuerpo supersónico de punta aguda. El ángulo de Mach es agudo, mostrando que el cuerpo supera Mach 1. El ángulo de la onda de Mach (~59 grados) indica una velocidad de alrededor de Mach 1.17.

En dinámica de fluidos, una onda de Mach (casualmente confundido con Onda de choque) es el límite débil de una onda de choque oblicua (un choque normal es el otro límite). Ésta es una onda de presión que viaja a la velocidad del sonido causada por un ligero cambio de presión añadida a un flujo compresible. Estas ondas débiles se pueden combinar en un flujo supersónico para convertirse en una onda de choque si hay suficientes ondas de Mach en algún lugar. Esta onda de choque se denomina frente de Mach. Por lo tanto, es posible tener compresión o expansión sin choque en un flujo supersónico teniendo como consecuencia la producción de ondas de Mach suficientemente espaciadas (compresión isentrópica en un flujo supersónico).

## Ángulo de Mach
Una onda de Mach se propaga a través del flujo al Ángulo de Mach μ, que es el ángulo formado entre el frente de onda de Mach y un vector que se encuentra frente al vector de movimiento.
{\displaystyle \mu =\arcsin \left({\frac {1}{M}}\right)}
Donde M es el Número de Mach.
Las ondas de Mach pueden ser utilizadas en observaciones schlieren o shadowgraph para poder determinar el número de Mach de un flujo local . En observaciones tempranas Ernst Mach utilizó surcos en la pared de un conducto para producir ondas Mach en un conducto, que eran entonces fotografiadas por el método Schlieren, para obtener datos sobre el flujo en toberas y conductos. Los ángulos de Mach pueden también ocasionalmente ser visualizados fuera de su condensación dentro del aire, por ejemplo conos de vapor alrededor de aeronaves durante el vuelo hipersónico.